# Olympische Winterspiele 1928/Skeleton
Bei den II. Olympischen Winterspielen 1928 in St. Moritz fand erstmals ein Wettbewerb im Skeleton statt. Austragungsort war die Naturbahn Cresta Run mit einer Länge von 1210 m, einem Höhenunterschied von 157 m und 15 Kurven.

## Medaillenspiegel
| Platz | Land               | Gold | Silber | Bronze | Gesamt |
| ----- | ------------------ | ---- | ------ | ------ | ------ |
| 1     | Vereinigte Staaten | 1    | 1      | –      | 2      |
| 2     | Großbritannien     | –    | –      | 1      | 1      |

## Ergebnis
Datum: 17. Februar 1928
Der Wettbewerb setzte sich aus drei Läufen zusammen, deren Ergebnisse addiert wurden. Insgesamt nahmen zehn Athleten teil, zwei konnten jedoch nicht alle Läufe beenden. Die Gebrüder Heaton waren regelmäßige Gäste in St. Moritz. Jack Heaton konnte 1948 in St. Moritz erneut die Silbermedaille gewinnen. David Carnegie, der Drittplatzierte, trug den Adelstitel eines Earl of Northesk.

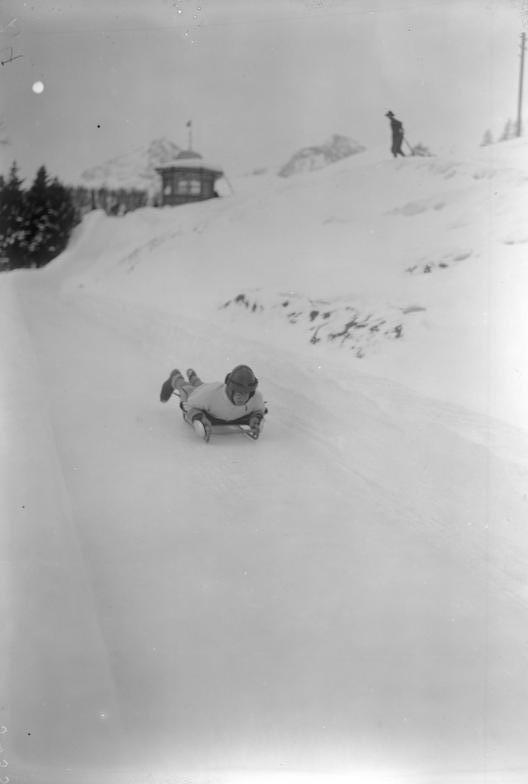
Ein Fahrer während des Wettkampfes

| Platz | Land | Athlet               | 1. Lauf    | 2. Lauf    | 3. Lauf    | Gesamt     |
| ----- | ---- | -------------------- | ---------- | ---------- | ---------- | ---------- |
| 1     | USA  | Jennison Heaton      | 1:00,2 min | 1:00,2 min | 1:01,4 min | 3:01,8 min |
| 2     | USA  | Jack Heaton          | 1:01,4 min | 1:00,4 min | 1:01,0 min | 3:02,8 min |
| 3     | GBR  | David Carnegie       | 1:02,7 min | 1:01,0 min | 1:01,4 min | 3:05,1 min |
| 4     | ITA  | Agostino Lanfranchi  | 1:02,1 min | 1:02,4 min | 1:04,2 min | 3:08,7 min |
| 5     | SUI  | Alexander Berner     | 1:03,4 min | 1:03,4 min | 1:02,0 min | 3:08,8 min |
| 6     | AUT  | Franz Unterlechner   | 1:05,9 min | 1:03,4 min | 1:04,2 min | 3:13,5 min |
| 7     | ITA  | Alessandro del Torso | 1:05,6 min | 1:04,7 min | 1:04,6 min | 3:14,9 min |
| 8     | AUT  | Louis Hasenknopf     | 1:15,4 min | 1:10,9 min | 1:10,4 min | 3:36,7 min |
| 9     | SUI  | Willy von Eschen     | 1:04,8 min | DNF        | –          | –          |
| 10    | FRA  | Pierre Dormeuil      | DNF        | –          | –          | –          |